# Edshults socken
Edshults socken i Småland ingick i Södra Vedbo härad, ingår sedan 1971 i Eksjö kommun i Jönköpings län och motsvarar från 2016 Edshults distrikt.
Socknens areal är 81,68 kvadratkilometer, varav land 62,61. År 2000 fanns här 189 invånare. Sockenkyrkan Edshults kyrka ligger i denna socken. 

## Administrativ historik
Edshults socken har medeltida ursprung.
Vid kommunreformen 1862 övergick socknens ansvar för de kyrkliga frågorna till Edshults församling och för de borgerliga frågorna till Edshults landskommun. Den senare inkorporerades 1952 i Höreda landskommun som 1971 uppgick  i Eksjö kommun. Församlingen uppgick 2018 i Hult-Edshults församling.
1 januari 2016 inrättades distriktet Edshult, med samma omfattning som församlingen hade 1999/2000.
Socknen har tillhört samma fögderier och domsagor som Södra Vedbo härad. De indelta soldaterna tillhörde Kalmar regemente, Aspelands och Vedbo härads kompanier och Smålands husarregemente, Södra Vedbo skvadron, Livkompaniet.

## Geografi
Edshults socken ligger nordost om Vetlanda vid sjöarna Stora Bellen, Solgen och Mycklaflon. Socknen är en odlings- och skogsbygd.

## Fornlämningar
Några stenåldersfynd och några gravrösen finns här. En runristning är känd förr i kyrkan är nu försvunnen. En medeltida borgruin finns här också invid ruinerna av Edshults gamla kyrka som revs på 1800-talet.

## Namnet
Namnet (1369 Edzhulth) kommer från kyrkbyn. Förleden är ed syftande på näset mellan Solgen och Mycklaflon och efterleden är hult, liten skog.